# Park Narodowy Małej Kumanii
Park Narodowy Małej Kumanii (węg. Kiskunsági Nemzeti Park) – założony w 1975 roku między rzekami Dunajem i Cisą.
Chroni obszar położony na dawnym terenie zalewowym rzeki Dunaj, jest drugim co do wielkości słonym stepem na Wielkiej Nizinie Węgierskiej. Jego całkowita powierzchnia wynosi 11 000 hektarów. Pierwotnie zalany wodą obszar został osuszony, a wysokie tempo parowania i wysoka zawartość soli w wodach gruntowych przyczyniły się do zwiększenia zasolenia. Obecnie krajobraz zdominowany jest przez bogate w węglany alkaliczne (solniskowe) stepy i osadzone wśród nich grzbiety utworzone przez piaszczysto-ilaste osady wietrzeniowe.

## Flora
Na terenie parku występują między innymi:
- aster solny
- Limonium gmelinii

## Fauna
Na terenie parku występują między innymi:
- chrząszcze Dorcadion fulvum i Dorcadion cervae
- żwirowiec łąkowy
- kobczyk zwyczajny
- drop zwyczajny

## Galeria

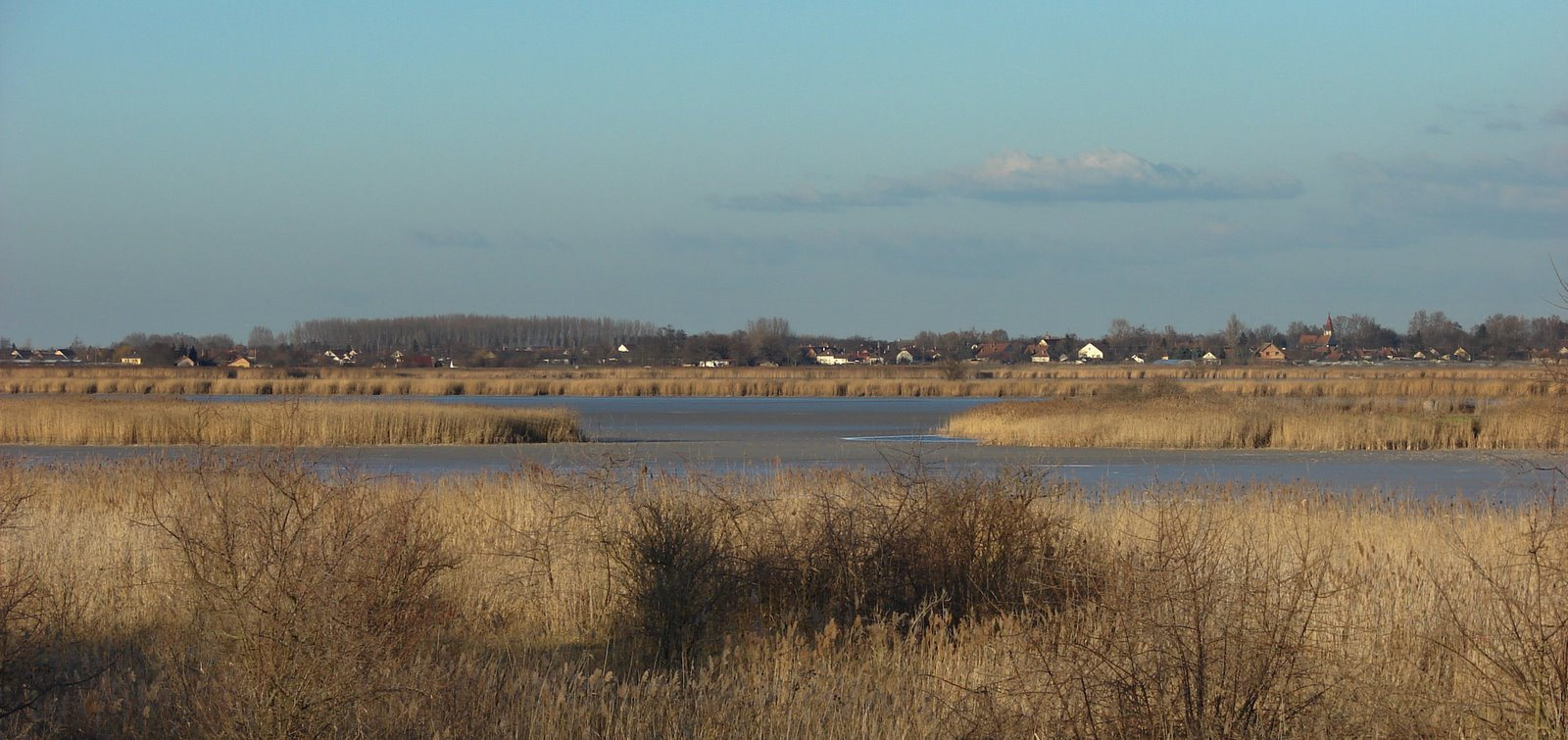
Widok na wioskę Fehértó z puszty
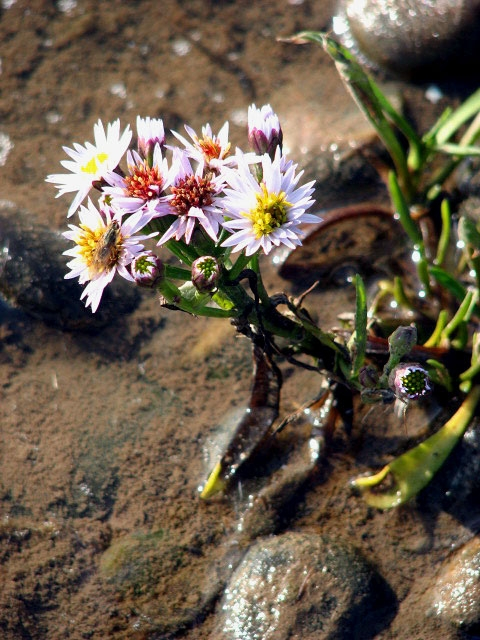
Aster solny
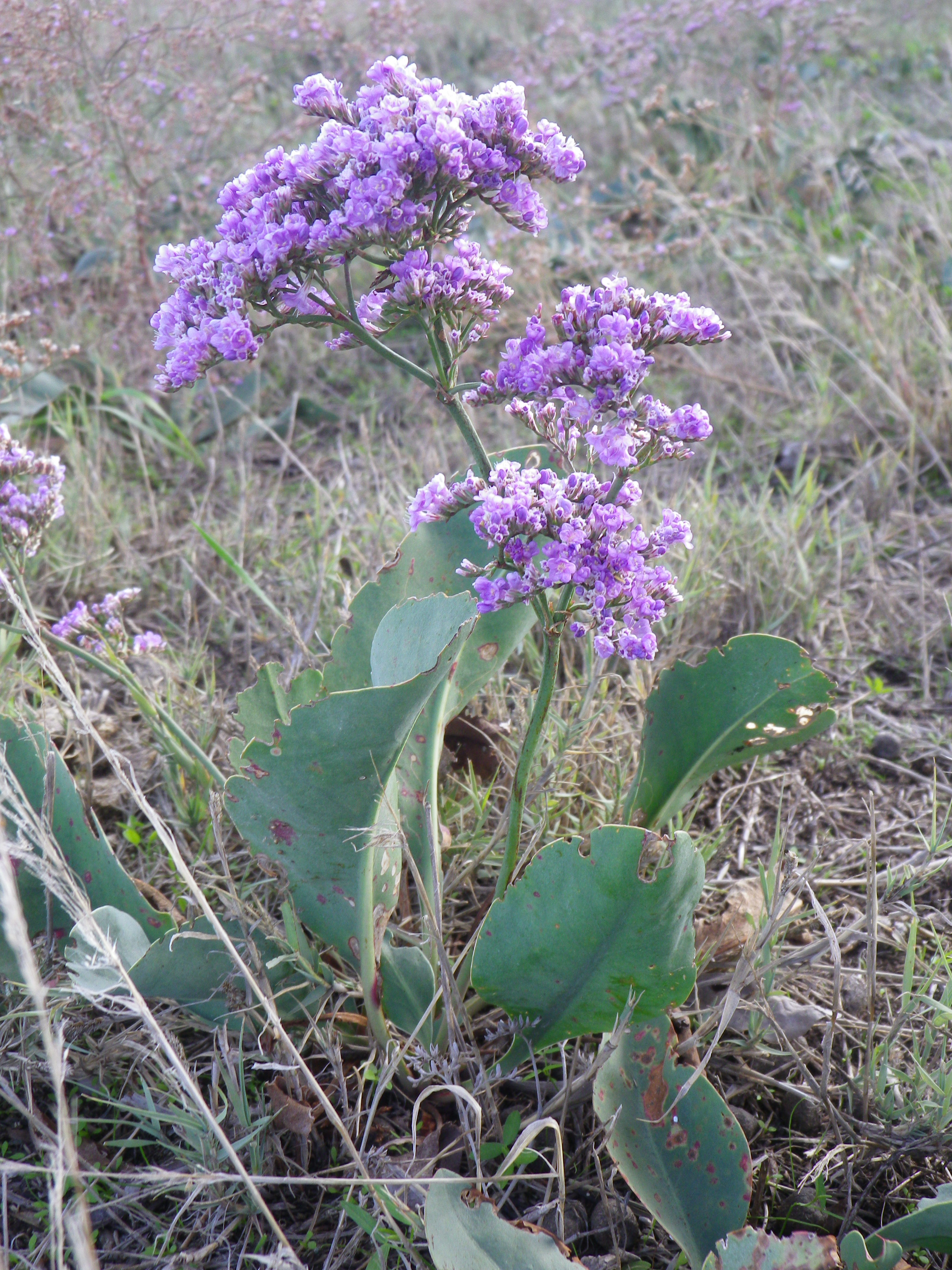
Limonium gmelinii
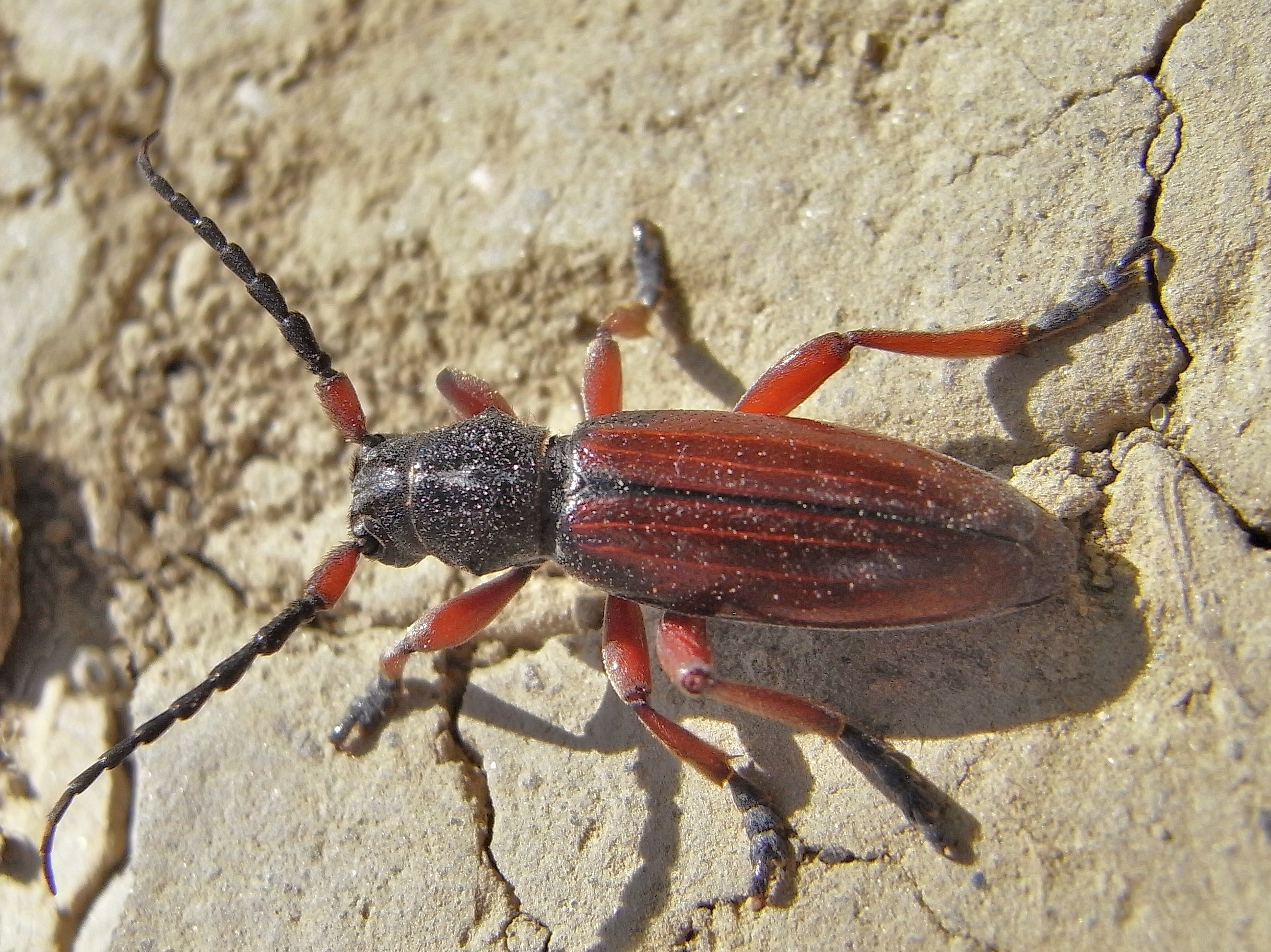
Dorcadion fulvum
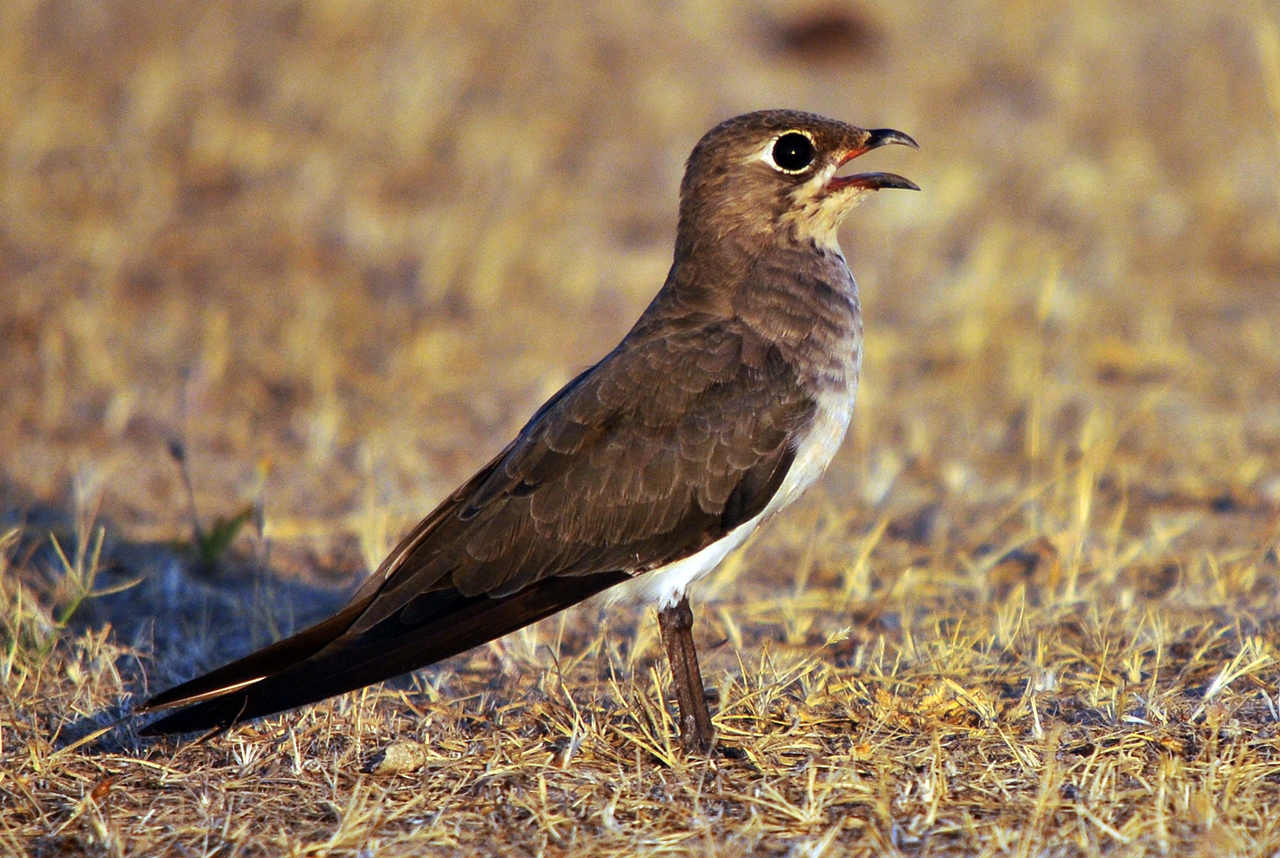
Żwirowiec łąkowy
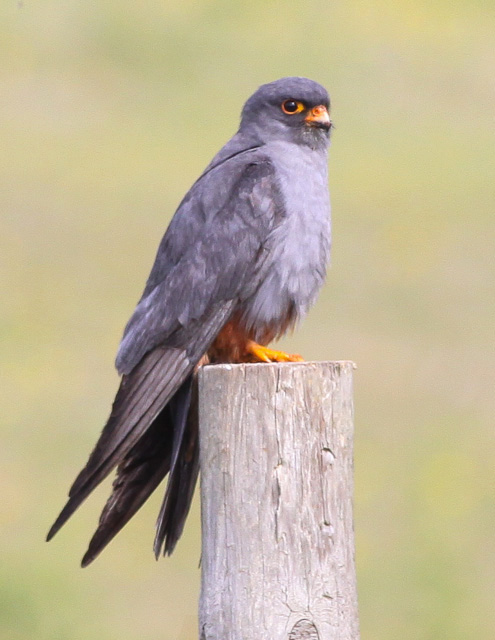
Kobczyk zwyczajny
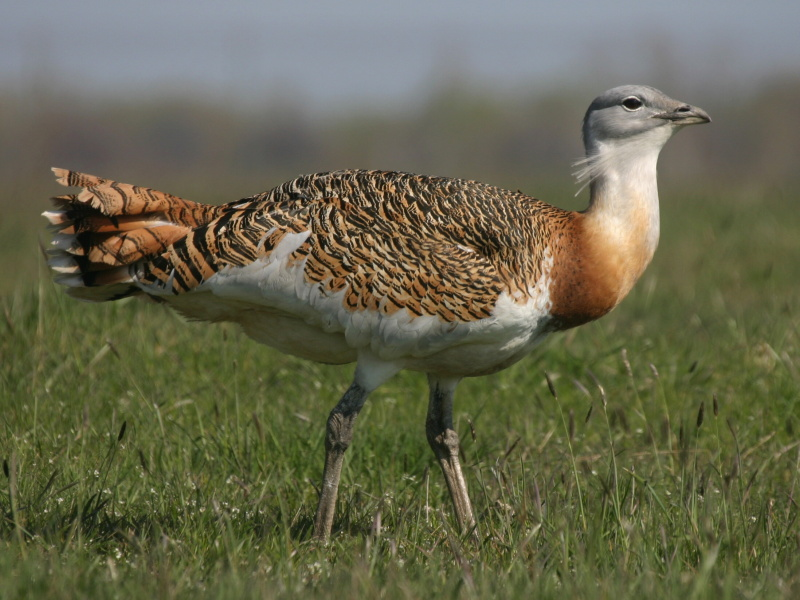
Drop zwyczajny